# Alcântara (Maranhão)
Alcântara is een Braziliaanse gemeente in de deelstaat Maranhão. De stad telt 22.359 inwoners (2005), en ligt op 30 km van de hoofdstad van deze deelstaat, São Luís.
Nadat Alcântara in de 16e eeuw werd gesticht door Franse ontdekkingsreizigers, werd het later veroverd door de Portugezen, die het kleine dorp als basis gebruikten om in 1646 São Luís van de Nederlanders over te nemen.
De stad werd door het Braziliaans bestuur Nationaal Historisch Erfgoed verklaard. Alcântara haalt zijn inkomsten vooral uit toerisme en visvangst.
Het ruimtevaartagentschap Agência Espacial Brasileira (AEB) beschikt over een lanceerbasis in Alcântara.

## Geboren
- Helton da Silva Arruda (1978), voetballer

## Galerij

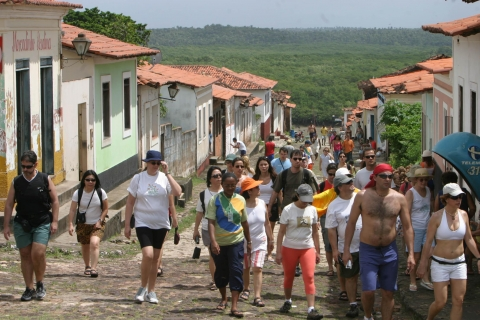
Alcântare
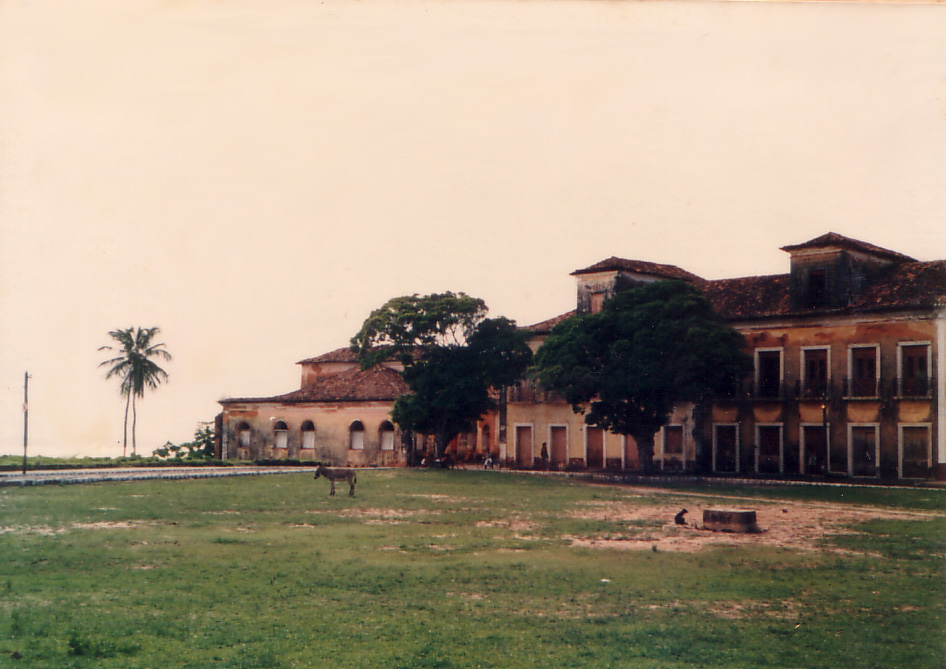
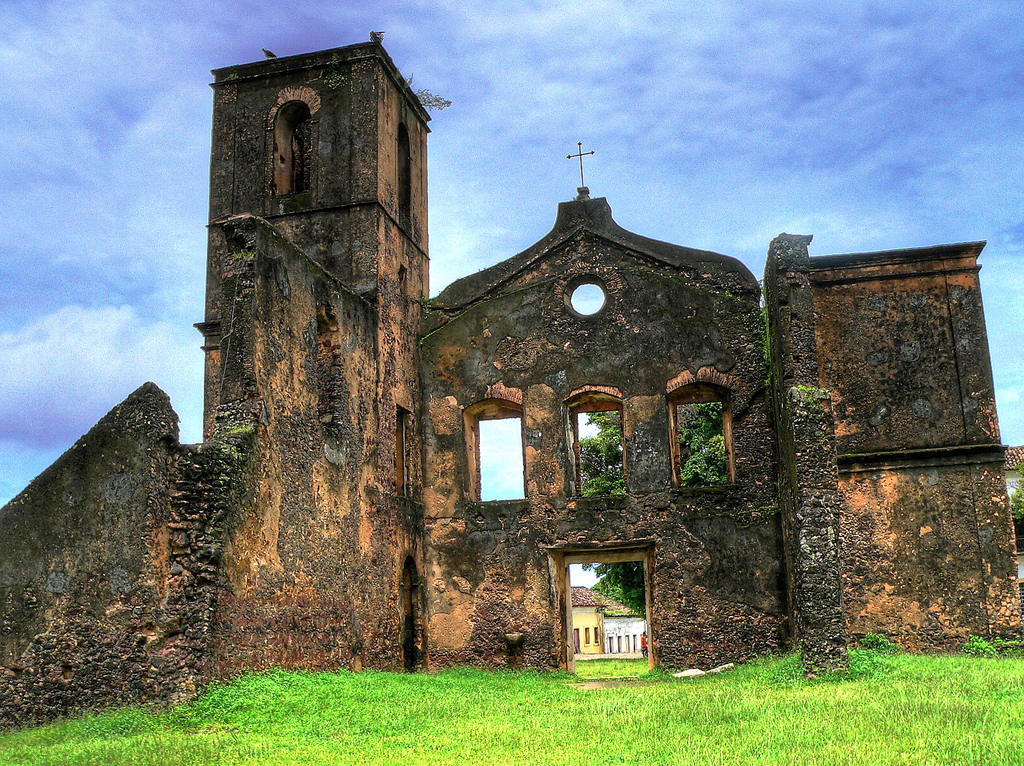
Jezuïetenklooster
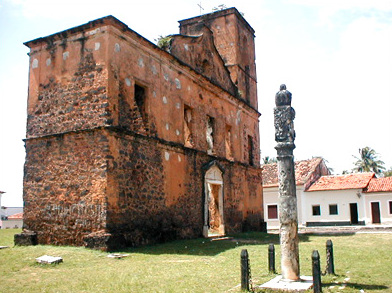